# Li Na (escrime)
Dans ce nom chinois, le nom de famille, Li, précède le nom personnel.
Pour les articles homonymes, voir Li Na.
Li Na (chinois : 李娜 ; pinyin : Lǐ Nà) est une escrimeuse chinoise née le 9 mars 1981. Son arme est l'épée. Elle a gagné une médaille de bronze aux Jeux olympiques de Sydney 2000 dans la compétition par équipe.
Elle fait partie de l'équipe qui gagne la médaille d'or aux Championnats du monde d'escrime 2006 en battant en finale l'équipe de France. L'équipe, en plus d'elle, était composée de Luo Xiaojuan, Zhong Weiping et Zhang Li.

## Palmarès
- Jeux olympiques d'été
  -  Médaille de bronze par équipes aux Jeux olympiques de 2000 à Sydney.
- Championnats du monde d'escrime
  -  Médaille d'or aux championnats du monde d'escrime 2011 à Catane
  -  Médaille d'or par équipes aux championnats du monde d'escrime 2006 à Turin
  -  Médaille d'argent par équipes aux Championnats du monde d'escrime 2011 à Catane
  -  Médaille d'argent aux championnats du monde d'escrime 2007 à Saint-Pétersbourg
  -  Médaille d'argent par équipes aux championnats du monde d'escrime 2008 à Pékin
  -  Médaille de bronze par équipes aux championnats du monde d'escrime 2003 à La Havane
- Jeux asiatiques
  -  Médaille d'or aux  Jeux asiatiques de 2006 à Doha au Qatar.